# Kasoliet
Kasoliet is een uraniumhoudend mineraal met molecuulformule
Pb(UO2)SiO4·H2O.
Het is een nesosilicaat in verbinding met uranium en lood. Het molecuul is gehydrateerd. Kasoliet heeft een monoklien kristalstelsel en is sterk radioactief. Het is een oxidatieproduct van uraniniet en wordt onder meer gevonden in Centraal-Afrika, West-Europa, het westen van de Verenigde Staten en in Australië.
- mindat.org. Kasolite.